# Zdeněk Holý
Zdeněk Holý (* 16. července 1974) je český filmový kritik a teoretik, tvůrce, producent a nakladatel.
Vystudoval dějiny a teorie filmu, divadla a literatury na Univerzitě Palackého v Olomouci (získal titul Mgr.). Působil jako dlouholetý redaktor filmového časopisu Cinepur, v letech 2007 až 2010 byl jeho šéfredaktorem. Od roku 2008 byl ředitelem Nakladatelství Akademie múzických umění v Praze. Je ženatý.
Od května 2016 do května 2020 byl děkanem FAMU.